# Limfoma de limfòcits B de la zona marginal
Els limfomes de limfòcits B de la zona marginal, també coneguts com a limfomes de la zona marginal (LZM), són un grup heterogeni de limfomes de cèl·lules B que deriven de la transformació maligna de cèl·lules B de la zona marginal. Les cèl·lules B de la zona marginal són cèl·lules limfoides innates que normalment funcionen muntant ràpidament respostes immunitàries dels anticossos IgM als antígens com els presentats per agents infecciosos i teixits danyats. Són limfòcits B que s'originen i maduren en fol·licles limfoides secundaris i després es mouen a les zones marginals del teixit limfoide associat a les mucoses (o TLAM, més sovint abreviat a MALT de mucosa-associated lymphoid tissue), la melsa, o nòduls limfàtics. El teixit limfoide associat a les mucoses és un sistema difús de petites concentracions de teixit limfoide que es troba en diversos llocs de membrana submucosa del cos com el tracte gastrointestinal, la boca, la cavitat nasal, la faringe, la tiroide, els pits, el pulmó, les glàndules salivals, l'ull, la pell i la melsa humana.
El 2016, l'Organització Mundial de la Salut va classificar els LZM en tres tipus diferents. Els limfomes de zona marginal extranodal (LZMEN) són LZM que es desenvolupen en teixits extranodals. La majoria dels LZM es desenvolupen en TLAM i sovint es denominen LZM extranodal de teixit limfoide associat a la mucosa o, més simplement, limfomes TLAM (o limfomes MALT). Els limfomes de la zona marginal esplènica (LZME) són LZM que inicialment es limiten a la melsa, medul·la òssia, i la sang. Els limfomes de zona marginal nodal (LZMN) són LZM inicialment confinats als nòduls limfàtics, medul·la òssia, i sang. Mentre que tots aquests LZM impliquen limfòcits B malignes, difereixen no només en els teixits que impliquen, sinó també en la seva patofisiologia, presentacions clíniques, pronòstics i tractaments.
Els LZM representen el 5-17% de tots els limfomes no hodgkinians amb les formes extranodal, esplènica i nodal que representen el 50-70%, ~20%, i ~10% de tots els LZM. Els tres subtipus de LZM ocorren més sovint en persones de més de 65-68 anys i són inicialment malalties asimptomàtiques, de les quals llavors sols se'n fa un seguiment. No obstant això, el LZMN tenen una evolució una mica pitjor a llarg termini que els altres subtipus i qualsevol dels subtipus LZM pot progressar en un baix percentatge de casos a una forma més agressiva, un limfoma difús de cèl·lules B grans (LDCBG). Una de les característiques més distintives dels LZM és que molts casos estan associats amb la simulació persistent del sistema immunitari per la inflamació crònica que acompanya les infeccions o malalties autoimmunitàries. Els casos LZM associats amb certs patògens infecciosos es poden curar per tractament dirigit als patògens que causen o s'associen amb aquestes infeccions.
A Catalunya, té una taxa de supervivència a cinc anys per a homes al voltant del 82% i per a dones al voltant del 82%.